# Palma de Mallorca
Palma de Mallorca (oficiálně pouze Palma, v katalánštině též Ciutat de Mallorca) je přístav na ostrově Mallorca ve Středozemním moři a hlavní město autonomního společenství Baleáry ve Španělsku. Nachází se na jižním pobřeží ostrova v Zátoce Palem.
V roce 2008 měla Palma 396 570 obyvatel, celá metropolitní oblast pak 490 000 obyvatel. Přibližně polovinu lidí žijících na Mallorce tvoří obyvatelé Palmy.

## Klima
Město Palma de Mallorca má středomořské klima. Léto je suché a horké. Začíná v květnu a někdy dokonce trvá do konce října. Zima je mírná, deštivá a větrná a denní teploty jsou obecně nižší než 10 stupňů. Mrazy jsou vzácné, jako sníh. Nejteplejší měsíc je srpen, zatímco leden je nejchladnější. Nejméně dešťových srážek zaznamenávají od června do srpna. Deštivé dny jsou horší na konci roku.

## Charakteristika
Dominantou historické části města v sousedství přístavu je velká gotická katedrála Panny Marie (La Seu). Ve městě se také nachází nejstarší olivovník na Mallorce.
Palma je také letním sídlem španělské královské rodiny.

## Doprava
Nedaleko města se nachází letiště Son Sant Joan, které patří mezi tři nejvytíženější ve Španělsku. V roce 2016 zde bylo odbaveno 26 milionu cestujících. Součástí města je i velký přístav, který se táhne podél zátoky v délce cca 4 km.
Z letovisek je možno do hlavního města dojet místní hromadnou dopravou. Např. z městečka Santa Ponca trvá cesta autobusem cca 30 minut. Místní doprava funguje celkem spolehlivě, i přes upozornění, že jízdní řády autobusů jsou pouze orientační.
Z města vede historická úzkokolejná trať Tren de Sóller uvedená do provozu v roce 1912. Spojuje metropoli Palma de Mallorca s městečkem Sóller na severozápadě ostrova.

## Osobnosti
- Antonio Maura (1853–1925), španělský politik
- Arturo Pomar (1931–2016), španělský šachový mistr
- Carlos Moyà (* 1976), španělský tenista
- Nuria Llagosteraová Vivesová (* 1980), španělská tenistka
- Jorge Lorenzo (* 1987), španělský motocyklový závodník
- Álex Abrines (* 1993), španělský basketbalista
- Marco Asensio (* 1996), španělský fotbalista
- Joan Mir (* 1997), španělský motocyklový závodník

## Partnerská města
- Neapol, Itálie
- Santa Barbara, Spojené státy americké